# リム・バンナ
リム・バンナ（Rim Banna、アラビア語ريم بنا、1966年12月8日 - 2018年3月24日）はパレスチナの歌手、作曲家、編曲家、活動家。イスラエルのナザレ出身。活動期間は1985～2017年。
パレスチナに伝わる伝統的な歌や詩の現代的アレンジで知られる。ナザレのバプテスト系学校（Nazareth Baptist School）を卒業、三人の子どもとナザレで暮らした。ウクライナ人のギタリストのLeonid Alexeyenkoとはモスクワの高等音楽学校で出会い1991年に結婚、2010年に離婚。多くの楽曲を発表、アル＝ジャジーラの番組خاطرة في القاطرةのキャスターを務めるなど活躍した。

## 芸術に関する哲学
リム・バンナが注目され人気を集めたきっかけは、1990年代前半、パレスチナで忘れかけられていた童謡を独自のアレンジでリリースしたアルバムApril Blossomsだった。パレスチナの家庭でそれらの歌や韻律が再生したのはリム・バンナの功績だと言われる。
オリジナルも発表した。力を入れたのはパレスチナ人、特にヨルダン川西岸地区のパレスチナ人の闘いを伝えることだった。彼女自身は自分の音楽を「文化的な自己主張の手段です」と言っている。
「私たちの務めは、メロディーがついていない伝統的なパレスチナの言葉を集めることです。それらの言葉が失われないために、現代的でありながらもパレスチナの伝統音楽の影響を受けたメロディーをつけるのです」と彼女は答えている。
この方法によって、リム・バンナは伝統的な技法の模倣以上のことをやってのけた。「オリエンタルな歌唱法はほとんどが装飾的です。でも私の声はより二面的で、太い声なのです。自分の声に合った歌を作ろうとしました。あらゆる点で新しいものを作りたいと思っています。そのひとつが、パレスチナの音楽と魂を世界に紹介することなのです」
ヨルダン川西岸地区でのコンサートのほか、ガザの聴衆にインターネット・ライブでの配信もおこなった。2009年1月8日にはシリアで初めてのコンサート、チュニジアでも2011年7月25日にコンサートをおこなった。ベイルートでの初コンサートは2012年3月22日。

## ヨーロッパでの活動
『悪の枢軸からの子守唄』（Lullabies from the Axis of Evil）
リム・バンナがヨーロッパで人気が出始めたのは、ノルウェーの音楽プロデューサー、エリック・ヒルスタッドが2003年のCD『悪の枢軸からの子守唄』（Lullabies from the Axis of Evil）に参加を呼び掛けたことがきっかけだった。またそのCDでデュエットをしたノルウェーの歌手Kari Bremnes がリムをオスロに招き、二人でジョイント・コンサートを開いた。
『悪の枢軸からの子守唄』のアルバムは「ブッシュ大統領へ パレスチナ、イラク、イラン、ノルウェーの女性シンガーが捧げる音楽による反戦メッセージ」という副題がつき、北朝鮮、シリア、キューバ、アフガニスタンの人々が彼らの子守唄を英語圏の演奏者と歌うことにつながった。翻訳により英語圏の聴衆にも彼らの歌が届いた。
『私の魂の鏡』（Mirrors of My Soul）
イスラエルの刑務所にいるすべてのパレスチナ人、アラブ人の政治犯に捧げられたアルバム。

## ディスコグラフィー
- Jafra (1985)
- Your tears Mother (1986)
- The Dream (1993)
- New Moon (1995)
- Mukaghat (1996)
- Al Quds Everlasting (2002)
- Krybberom (2003) Rim Banna & SKRUK
- Lullabies from the Axis of Evil (2003 – Various female artists)
- The Mirrors of My Soul (2005, Valley Entertainment[11])
- This was not my story (2006) Rim Banna & Henrik Koitz
- Seasons of violet (2007)
- Songs across Walls of Separation (2008)は中東アフリカ中米北米欧州のさまざまなアーティストが集まった作品
- April Blossoms (2009)　ガザで亡くなった子どもたちに捧げた子どものためのアルバム
- A Time to cry (2010)　家屋強制排除の脅迫を常に受けている東エルサレムのシャイフ・ジャッラ地区でレコーディングされた。3人のパレスチナの歌手が参加。
- "Tomorrow" (Bokra) 2011はアメリカのレジェンド、クィンシー・ジョーンズが2011年9月のプロジェクトのために作ったシングル。パレスチナを代表する歌手にリム・バンナが選ばれている。
- Revelation of Ecstasy and Rebellion (2013)　プロデューサーはBugge Wesseltoft

- Songs from a Stolen Spring (2014)（さまざまなアーティストが参加）
- Voice of Resistance(2018) 遺作となったアルバム。

## 没
2018年3月24日、9年間乳がんと闘ったのちに故郷のナザレで死去。